# 鐵木·瓦力斯
鐵木·瓦力斯（約1898年—1930年11月11日）是賽德克族道澤群總頭目。霧社事件中，在日本警察小島源治利誘下率領「味方蕃襲擊隊」攻打起事族人，後同多位隊員在追殺莫那魯道的行動過程中，遭到起事族人埋伏並被殺害。今南投縣仁愛鄉都達村都達國小（原名平靜國小）校園內仍存鐵木·瓦力斯之戰死紀念碑，現在已經移到都達社區活動中心旁邊空地，而其遺骨據族人說在平靜派出所地底下。

## 生平

### 接班總頭目
自1909年（明治42年），道澤設有駐在所之後，當地總頭目鐵木·奇萊就經常與台灣總督府人員進行接觸，並遵從其指示引導部落眾人改變風俗習慣。
後來，鐵木·奇萊雖有兩個比鐵木·瓦力斯年長的兒子，但他決定接受部落眾人推舉，指定姪兒Taimo Walis為總頭目職位的繼承者；此後，鐵木·瓦力斯持續跟隨鐵木·奇萊與總督府維持接觸。
1930年（昭和5年）3月，鐵木·奇萊病情轉危並自知來日不多，隨即召集轄下眾頭目及部落中具影響力者至其身旁鄭重囑咐；不久，鐵木·奇萊病逝，鐵木·瓦力斯隨即接替總頭目職位。當時，鐵木·瓦力斯轄下族人約八百數十餘位。

### 霧社事件
1930年10月底，霧社事件爆發；當時道澤駐在所派遣族人Aui Bilai擔任警察聯絡員，在波阿倫社駐在所附近遇見有起事族人正在獵取當地警察的首級，快速奔回道澤駐在所向警察小島源治報告。小島源治在獲得消息後，馬上召請鐵木·瓦力斯前往商討對策，並要求鐵木·瓦力斯帶領「味方蕃襲擊隊」，加入追殺莫那魯道並搜捕起事族人的行動。
在起事消息完全明朗後，鐵木·瓦力斯將小島源治藏匿於駐在所下方濁水溪旁的洞窟裡，還收容了從立鷹駐在所逃出的日裔眷屬千葉氏夫妻等9人。之後，莫那·魯道之妻巴幹·瓦力斯回到出身地道澤社，勸說族人一同參與事件，以無限量供應武器彈藥為條件欲請其舉事，但遭鐵木·瓦力斯拒絕。
11月10日，鐵木·瓦力斯獲得線報，有數人正在立鷹附近的牧場上屠殺當地的牛隻，於是鐵木·瓦力斯立刻號召約50名戰士於當天凌晨前往討伐；他們跟蹤著對方足跡從立鷹沿哈奔溪邊前行，但在推進到一處溪谷的凹陷地帶時遭到埋伏在制高點的敵方包圍夾擊，一陣刀兵混戰之後，鐵木·瓦力斯及其14位手下當場戰死，另有11人重傷，其餘人員最終在前來支援的日警協助下才順利撤離現場。

## 流行文化

### 電視連續劇
- 《风中绯樱：雾社事件》（2003年）：田貴芳 飾演

### 電影
- 《賽德克·巴萊》（2011年）：馬志翔 飾演